# Liste der Monuments historiques in Gémil
Die Liste der Monuments historiques in Gémil führt die Monuments historiques in der französischen Gemeinde Gémil auf.

## Liste der Bauwerke
| Bezeichnung                 | Beschreibung              | Standort | Kennzeichnung | Schutzstatus | Datum | Bild           |
| --------------------------- | ------------------------- | -------- | ------------- | ------------ | ----- | -------------- |
| Portal der Kirche St-Pierre | Erbaut im 12. Jahrhundert | (Lage)   | PA00094342    | Inscrit      | 1929  | weitere Bilder |